# PLD Linux
PLD ist eine – seit 1998 – ursprünglich von polnischen Linux-Enthusiasten entwickelte RPM-basierte Linux-Distribution. Der Name PLD bedeutete ursprünglich „Polish(ed) Linux Distribution“ – heute steht er für ein englisches rekursives Akronym von „PLD Linux Distribution“. Die Distribution richtet sich an fortgeschrittene Benutzer, die bereits Erfahrung mit anderen Linux-Distributionen haben.

## Geschichte
PLD wurde 1998 als ein Paketarchiv für Red Hat Linux ins Leben gerufen. Schon bald darauf entwickelte es sich zu einer vollständigen, eigenständigen Distribution. Ausgehend von seinen polnischen Wurzeln wird PLD heute von etwa 200 Linux-Enthusiasten (davon 50 aktive) aus der ganzen Welt weiterentwickelt.
Seit 26. Februar 2007 wird die aktuelle Version 3.0 entwickelt.

## Eigenschaften
PLD Linux läuft auf x86- (jeweils separat optimiert für i386, i586 und i686), PowerPC-, Alpha-, AMD64- und SPARC-Rechnerarchitekturen. Darüber hinaus unterstützt es neue Netzwerktechnologien wie IPv6, im Bereich Sicherheit Grsecurity, PAM, GSSAPI und TLS/SSL und kommt hauptsächlich auf Servern zum Einsatz. Für die stabile Version 3.0 sind weit mehr als 10.000 Softwarepakete zum Download erhältlich. Dabei wurden große Pakete (wie X.Org, KDE etc.) stark modularisiert, so dass der Benutzer nur die wirklich benötigten Pakete installieren muss.
Die Distribution stellt zwei spezielle RPM-Paketmanager bereit: einen Klon des vom Debian-Projekt entwickelten APT und ein eigenes Programm namens „poldek“. Poldek ist wie APT ein konsolenbasierter Paketmanager, mit dessen Hilfe sich auf einfache Weise neue Softwarepakete herunterladen und installieren lassen.
Von PLD sind CD- und DVD-ISO-Abbilder zum Download erhältlich, unter anderem auch sogenannte Mini-ISOs für CD, die nur die wichtigsten Pakete enthalten – der Rest lässt sich mit dem Paketmanager über das Internet herunterladen und installieren. Ebenfalls als ISO verfügbar sind eine PLD Live-CD und eine Rescue-CD, die den eigenen Bedürfnissen angepasst werden können.